# Chelonus microcella
Chelonus microcella är en stekelart som först beskrevs av Vladimir Ivanovich Tobias 2005.  Chelonus microcella ingår i släktet Chelonus och familjen bracksteklar. Inga underarter finns listade i Catalogue of Life.